# 斯普羅蒂特冰川
斯普羅蒂特冰川（英語：Sprocket Glacier），是南極洲的冰川，位於維多利亞地的斯科特海岸，全長5公里，流經斯久峰，最終注入麥基冰川，由新西蘭地理委員會命名，現時由南極條約體系管理。